# Zillertal

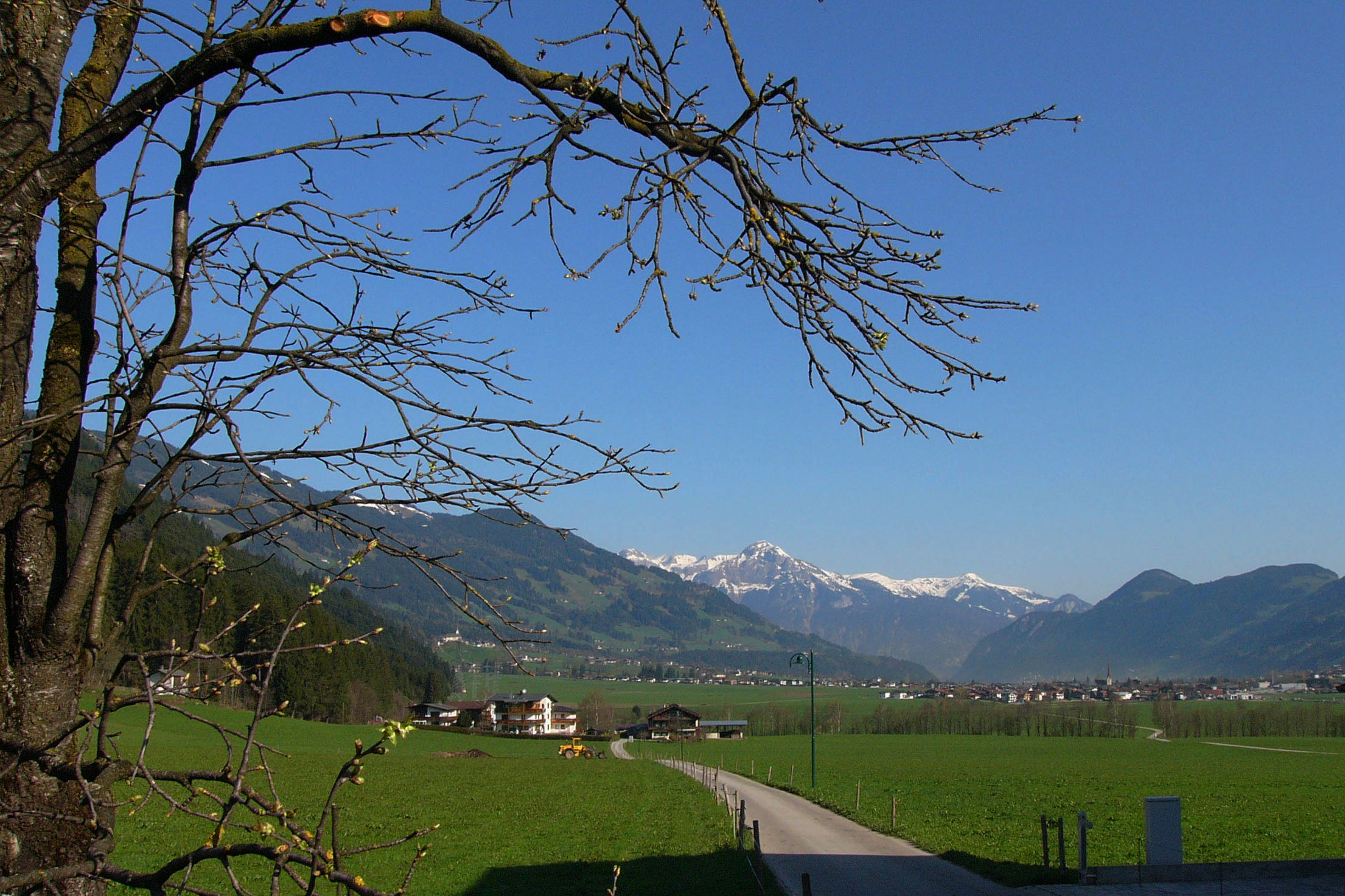
Uderns, en el valle del Ziller

El valle del Ziller, en alemán: Zillertal, es un valle en el Tirol, Austria, alrededor del río homónimo. Es el valle más ancho al sur del valle del Eno (en alemán: Inntal) y da nombre a los Alpes de Zillertal, la sección fuertemente glacial de los Alpes en la que se encuentra.
El valle del Ziller es una de las áreas del Tirol más visitadas por turistas. Su principal población es Mayrhofen.

## Geografía

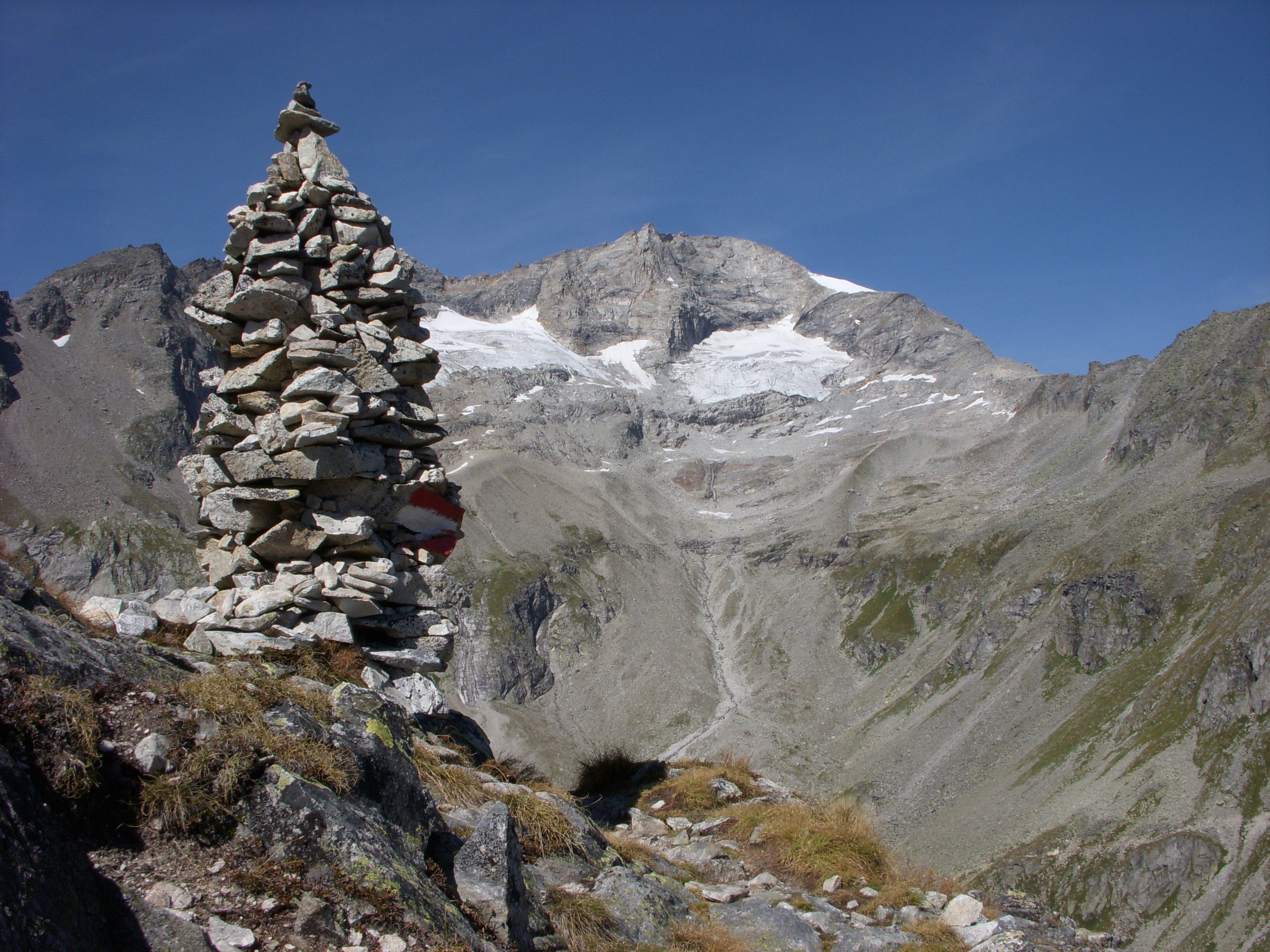
Alpes de Zillertal: cara del sur de Olperer

El valle del Ziller es una ramificación de la cuenca del Inn, de la que se bifurca cerca de Jenbach, aproximadamente 40 km al nordeste de Innsbruck. Sigue una dirección predominantemente norte–sur. El valle abarca del pueblo de Strass a Mayrhofen y se puede subdividir en cuatro valles más pequeños: el valle del Tux y las zonas menos pobladas (Gründe) de Zamsergrund, Zillergrund y Stilluppgrund. Del valle principal surgen otras tres ramificaciones: dos Gründe adicionales y el valle del Gerlos, que conecta a través del paso de Gerlos con Salzburgo.
A diferencia de otros valles laterales del Inntal, la pendiente del Zillertal asciende constantemente pero en pequeña magnitud: 100 m de altura en 30 km. Los asentamientos permanentes cubren aproximadamente 9% del área del valle del Ziller.

## Historia

### Prehistoria y Antigüedad

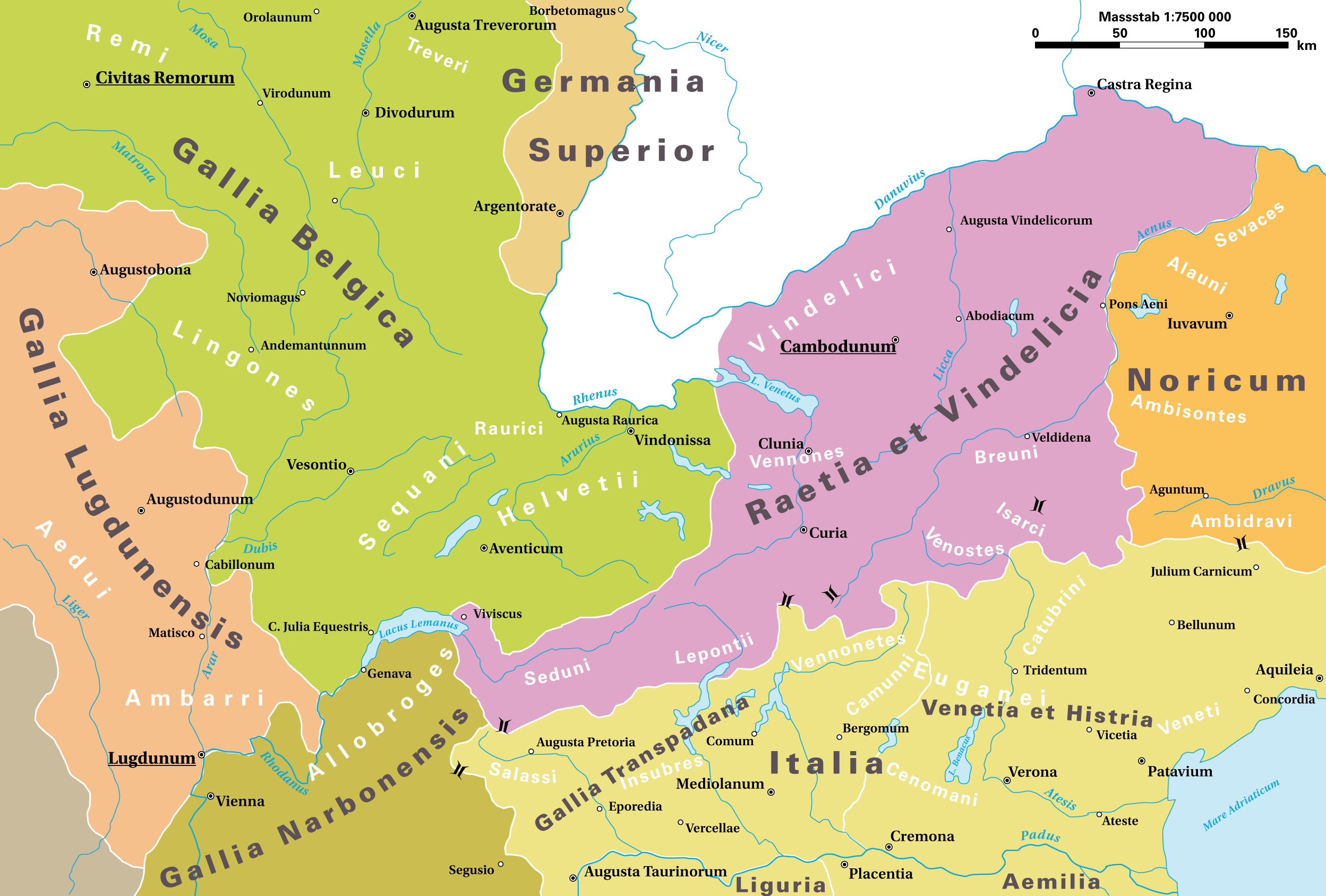
Provincias romanas c. 15 a. C. El valle del Ziller se encuentra al suroeste de Veldidena (actual Wilten (Innsbruck).

Cerca del Tuxer Joch, un paso entre los valles del Wipptal y Tuxertal, se han encontrado restos arqueológico de la Edad de Piedra media. Los restos más antiguos de poblamiento en el Valle del Ziller se remontan a la Edad del Bronce tardía y la Edad de Hierro temprana. 
La adscripción de los primeros pobladores a una cultura u otra es motivo de debate académico. Los réticos aparecen vinculados en textos clásicos a los etruscos y serían, según ciertas teorías, la evolución de poblaciones preindoeuropeas en la zona alpina. Al sur constan en la Edad del Hierro pueblos vénetos de origen indoeuropeo que se han considerado relacionados con los ilirios aunque sin consenso académico dada la escasez de datos. El topónimo Ziller se ha propuesto que derive de la palabra iliria Til. Al este, tribus de origen celta formaron un reino en Nórico.
La zona cayó en manos romanas cuando terminaron la conquista de los Alpes en 15 a. C. El valle quedó cerca de la divisoria entre las nuevas provincias romanas de Recia, Nórico y Venecia e Istria
La zona fue posteriormente poblada por los baiuvarii durante el período de las grandes migraciones.

### Edad Media
La zona fue cristianizada en la Edad Media. En el año 739, siguiendo las antiguas fronteras provinciales romanas, se dividió el territorio entre las diócesis de Bresanona y Salzburgo. La propiedad del valle fue dividida a lo largo del río Ziller. Incluso hoy en día esta división es visible, ya que las iglesias en la margen derecha del río comparten un estilo arquitectónico con torres verdes (por el uso de cobre, que sólo se podía permitir la más rica diócesis de Salzburgo) y pertenecen a la actual archidiócesis de Salzburgo, mientras las iglesias en la margen izquierda tienen torres rojas y pertenecen, en la actualidad, a la diócesis de Innsbruck.
El registro escrito más temprano del nombre Zillertal se remonta a 889, cuándo Arnulfo de Carintia concedió al arzobispo de Salzburgo tierras en el "Cilarestal".
En 1248, el oeste del Zillertal fue adquirido por los condes de Tirol, mientras que las tierras del oriente del valle fueron entregadas de 1290 a 1380 a los mismos condes por los señores de Rattenberg en prenda de un préstamo. 
En 1363, conflictos sucesorios llevaron al noble bávaro Meinhard III a reclamar el Tirol. Su madre, la condesa Margarita de Tirol, dejó sin embargo el territorio a los Habsburgo. Tras una guerra, se llegó en 1369 a la paz de Schärding que dejó Tirol en manos habsburgo a cambio de la cesión a Baviera del Zillertal y algunas localidades vecinas.

### Edad Moderna
El valle volvió a manos de los Habsburgo, como parte del territorio que el emperador Maximiliano I tomó como recompensa por su arbitraje de 1505 en resolución de la guerra de sucesión de Landshut (arbitraje de Colonia). Desde entonces, tanto el condado de Tirol como el arzobispado de Salzburgo se encontraron bajo la influencia habsburgo y el valle del Ziller fue bajo gobierno conjunto tirolés y salzburgués.
A la muerte de Maximiliano, el Tirol fue brevemente heredado por su nieto mayor, Carlos V, que lo cedió a su hermano Fernando en 1522. Desde 1522 a 1564 el condado del Tirol, incluyendo el Zillertal, fue gobernado por Fernando.
En la división de sus reinos a su fallecimiento, Tirol y el Zillertal fueron legados a su hijo Fernando II del Tirol, que hasta su muerte en 1595 supuso una rama autónoma de los Habsburgo en Austria Anterior. De sus actividades en el Zillertal destacó la construcción de un castillo en Thurneck para sus estancias de caza.

### SigloXIX
En 1805, el tratado de Presburgo acabó la Guerra de la Tercera Coalición y forzó a Austria a ceder Tirol a Baviera. Para los propósitos de este tratado, el valle del Ziller fue considerado parte de Salzburgo y permaneció así con Austria. Las personas del valle se unieron sin embargo a Andreas Hofer en su rebelión tirolesa de 1809, librando una en batalla en el puente del Ziller el 14 mayo. Ese mismo año, la insurrección fue vencida y el valle del Ziller fue anexionado a Baviera, hasta que el Congreso de Viena de 1814/1815 devolvió el Tirol con el Zillertal a Austria. La posterior anexión de Salzburgo a Austria en 1816 supuso la unificación final del valle bajo un mismo estado.
Mientras que la posición relativamente tolerante de los arzobispos de Salzburgo permitió la creación de pequeñas bolsas de protestantismo en el valle desde el comienzo de la reforma protestante, los protestantes fueron reprimidos más duramente durante el gobierno habsburgo del siglo XIX. En 1837, 437 habitantes protestantes del valle tuvieron que elegir renegar de la Confesión de Augsburgo o emigrar a Silesia, donde Federico Guillermo III de Prusia les ofreció tierras y casas cerca de Erdmannsdorf (hoy en día Mysłakowice en Polonia occidental). Son conocidos en la historiografía alemana como Zillertaler Inklinanten.

### SigloXX

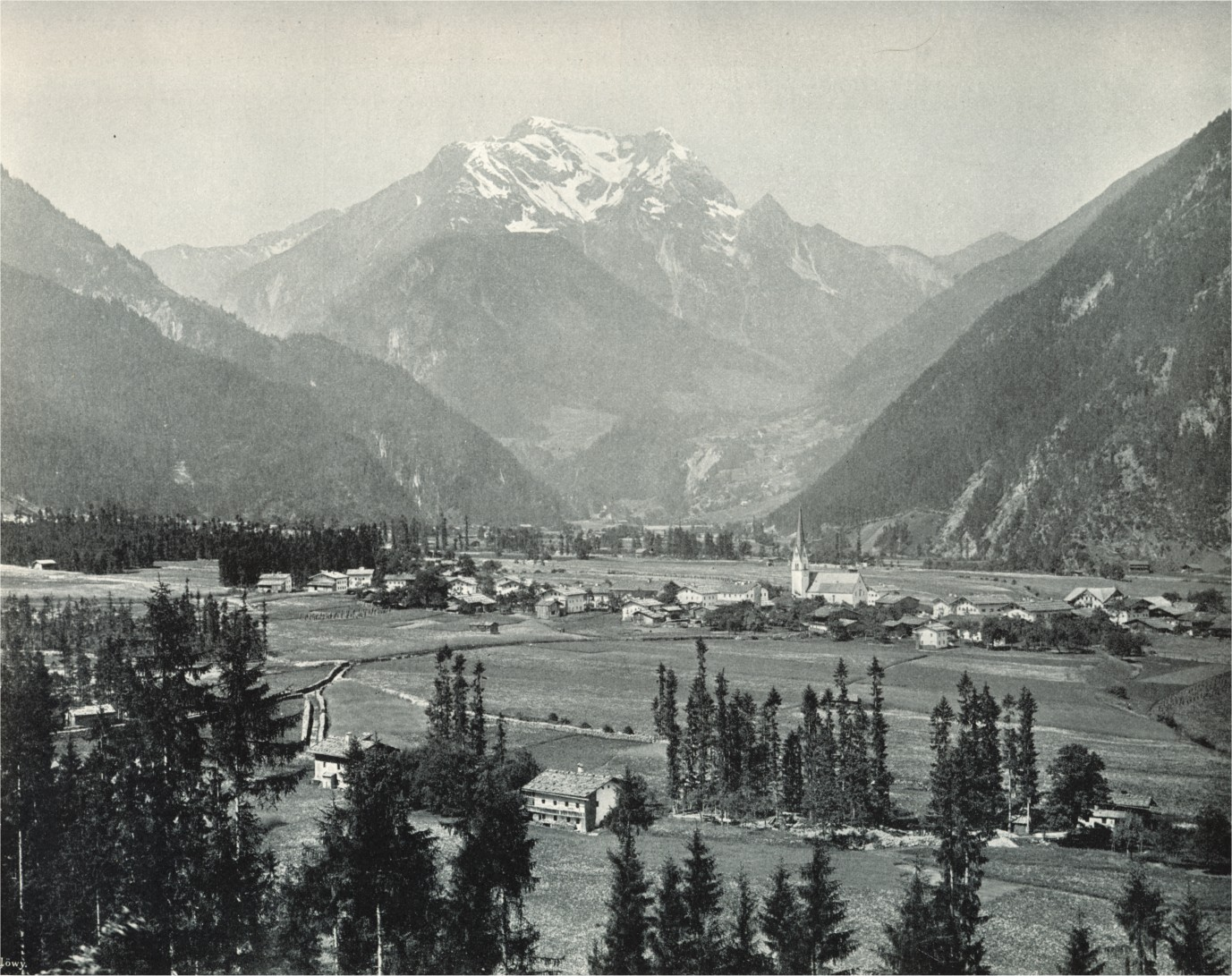
El valle del Ziller c. 1898.

En 1902 se construyó el Ferrocarril del Zillertal, que desde entonces ha enlazado Jenbach y Mayrhofen. El ferrocarril supuso una revolución en la economía del valle, hasta entonces principalmente agrícola y minero y desde entonces más abierto al comercio y turismo. De 1921 a 1976 se extrajo carbonato de magnesio (y posteriormente tungsteno) alrededor de los pastos alpinos de Schrofen y Wangl, en la parte alta del Tuxertal. Un transportador por cable de más de 9 km de largo, transportaba la mena valle abajo hasta la estación de mercancías del ferrocarril del Zillertal.
El valle era famoso por sus tratantes, sus "doctores de granja" y sus familias cantoras itinerantes. En la segunda mitad del siglo XIX se erigieron las cabañas refugio y sendas de escalada a medida que el alpinismo se generalizaba como deporte de masas. El desarrollo turístico a gran escala del valle se intensificó en 1953/1954 con la construcción de la pista de esquí Gerlosstein, actual Zillertal Arena, que fue seguida por otras rutas y por la apertura del Mayrhofner Penkenbahn en 1954. El uso de la energía hidráulica para generar electricidad comenzó en la década de 1970.

## Economía

### Turismo

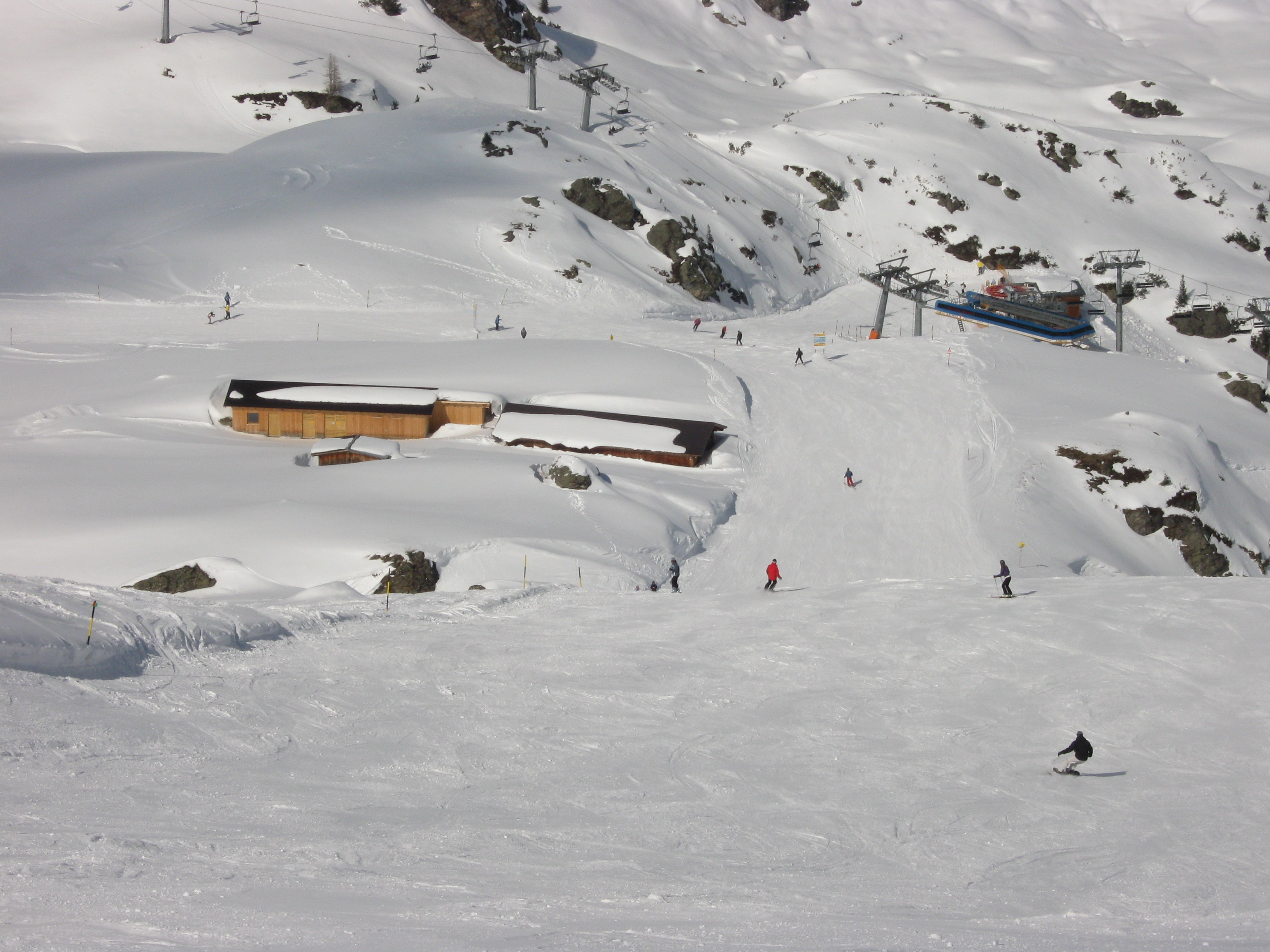
El complejo de deportes de inviernos Zillertal Arena es una de las principales actividades económicas del valle.

En la segunda mitad del siglo XX, después del fin de la minería en el valle, el turismo se convirtió en la actividad económica dominante en la zona. En 2003, se produjeron 6 millones de pernoctaciones en el valle, mayoritariamente durante vacaciones deportivas en invierno. Tras una serie de fusiones, conectando por remontadores varias áreas del valle durante las décadas de 1990 y 2000, hay ahora hay cuatro pistas de esquí principales y tres menores satélites. Estas suman 170 remontadores y más de 630 km de rutas.

### Sector primario

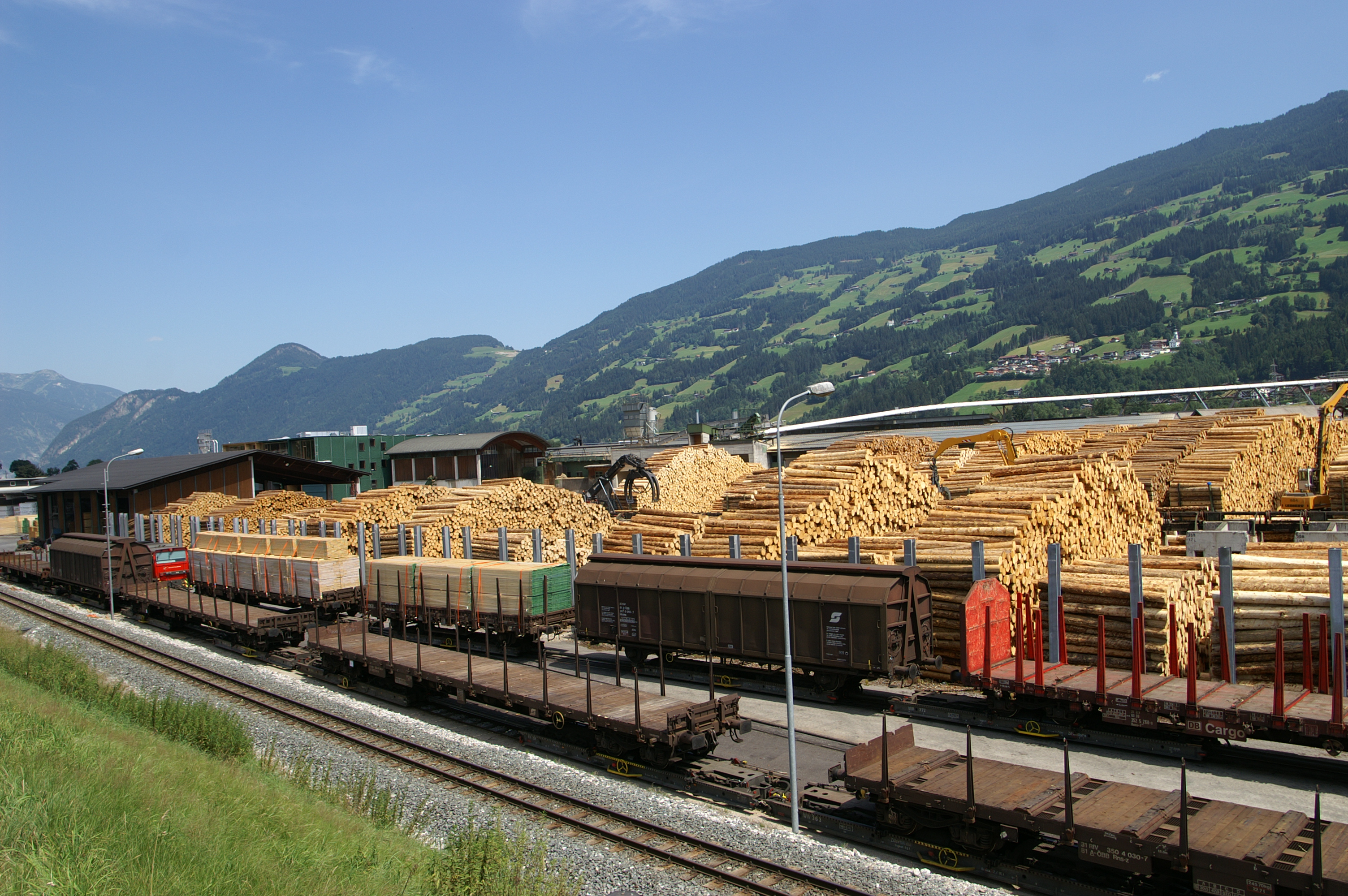
Serrería en Fügen y tren de mercancías del Ferrocarril del Zillertal.

La agricultura tradicional – mayoritariamente ganado bovino para lácteo y cría de oveja en los pastos alpinos (Alm, en alemán) - es todavía una actividad extendida en el valle. Cerca de 380 ganaderos siguen criando vacas en los pastos alpinos según los usos tradicionales, siendo famosos en Austria los quesos tradicionales elaborados en el valle (Heumilchkäse, Zillertaler Graukäse).
El gran aserradero a las afueras de Fügen es muestra de la importancia que aun retiene la industria de madera. La periferia del valle contiene varias fábricas.

### Generación de electricidad
Cuatro embalses en los Gründe permiten ocho plantas hidroeléctricas que generan algo más de 1200 GWh por año. Estas son:
- El conjunto Zemm-Ziller 

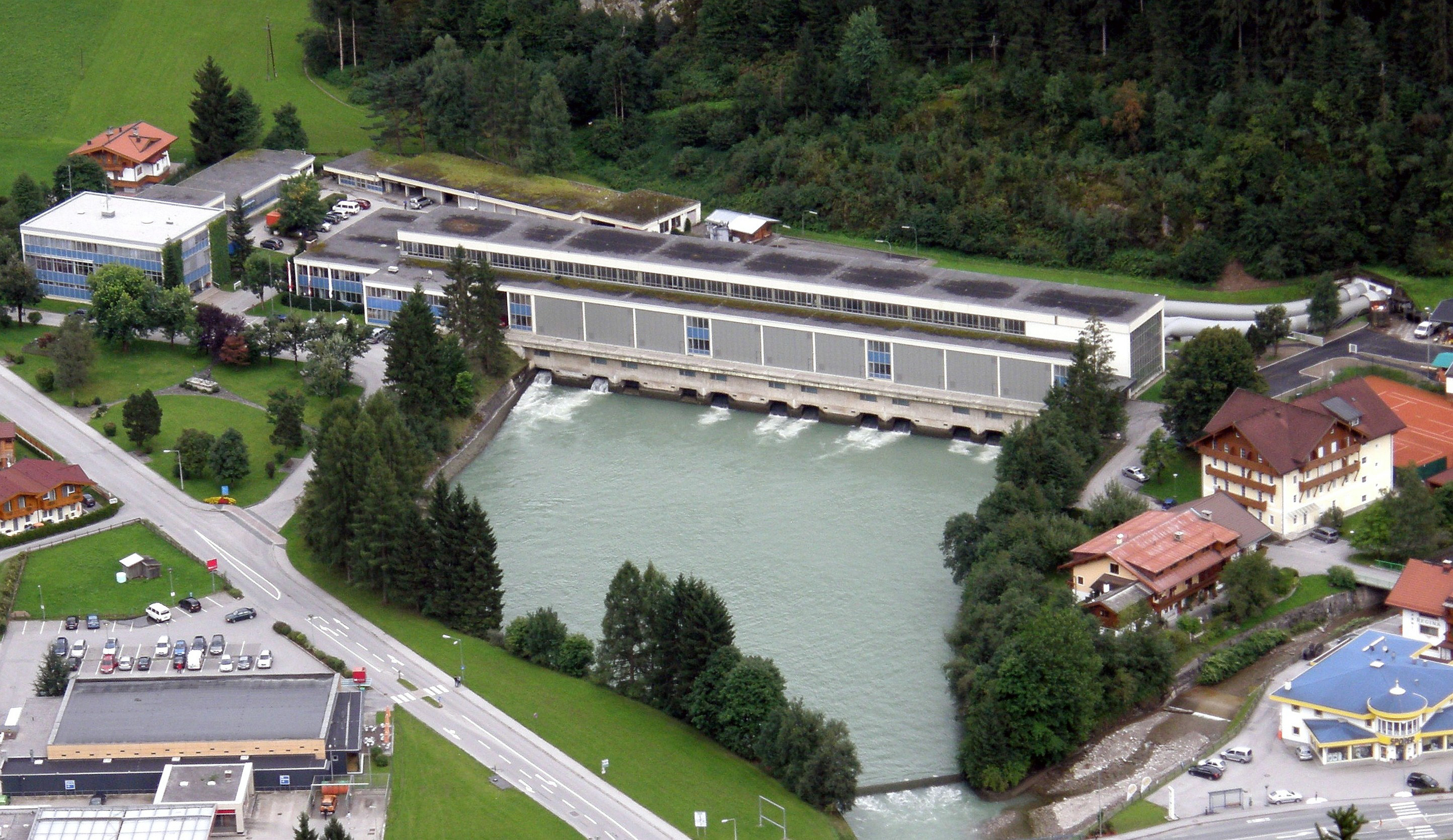
Central hidroeléctrica de Mayrhofen.

  - Roßhag (231 MW), que usa el embalse de Schlegeis
  - Häusling (360 MW), que usa el embalse de Zillergründl
  - Mayrhofen (345 MW), que usa el embalse de Stillup
  - La central fluyente de Gunggl (4 MW)
  - La central fluyente de Bösdornau (25 MW)
  - La central fluyente de Tuxbach (0.4 MW)
- El conjunto Gerlos 
  - Funsingau (25 MW), que usa el embalse de Durlaßboden
  - Gerlosbach (65.2 MW), que usa el embalse de Gmünd

## Cultura

### Música
El valle del Ziller es particularmente famoso por su tradición musical. Tradicionalmente ha sido hogar de varias familias de organistas y cantantes ambulantes, a los que se les ha atribuido la propagación del villancico Noche de Paz a través del mundo durante los siglos XIX y XX. Más recientemente, la banda Schürzenjäger se ha hecho famosa en los países germanoparlantes por su música fusión que incorpora elementos Volksmusik y pop.

### Gastronomía
El Zillertal es el origen de conocidos productos naturales tiroleses como los quesos Zillertaler Heumilchkäse y Zillertaler Graukäse, que son producidos por las lecherías alpinas en Zillertal. Estos se elaboran con vacas alimentadas en los pastos de alta montaña. 
Otras especialidades regionales son el Zillertaler Krapfen y el Schliachta-Nudln.

### Folklore
El valle ha mantenido desde entonces una fuerte tradición folklórica. Desde principios de mayo hasta finales de octubre, se celebran varios festivales folclóricos y de música como el Zillertaler Gauder Fest, que es uno de los festivales de disfraces tradicionales y de primavera más antiguos y más grandes de Austria. El Almabtrieb o trashumancia tradicional de los Alpes (conocido como "Schaflschoade" en el valle) tiene lugar en septiembre.
El valle tiene también un calzado local, el  Zillertaler Doggl, con zapatos hechos de madera.

## Religión

### Iglesia católica
La mayoría de la población pertenece a la Iglesia católica, que juega una función importante en la vida sociocultural del valle.

### Protestantismo
La reforma protestante trajo el desarrollo de comunidades protestante en el valle del Ziller. La animosidad de la Iglesia católica, terminó forzando el éxodo de los protestantes en el año 1837. Pese a ello, quedan algunas protestantes menores existen en Mayrhofen, Jenbach y Schwaz.

## Galería

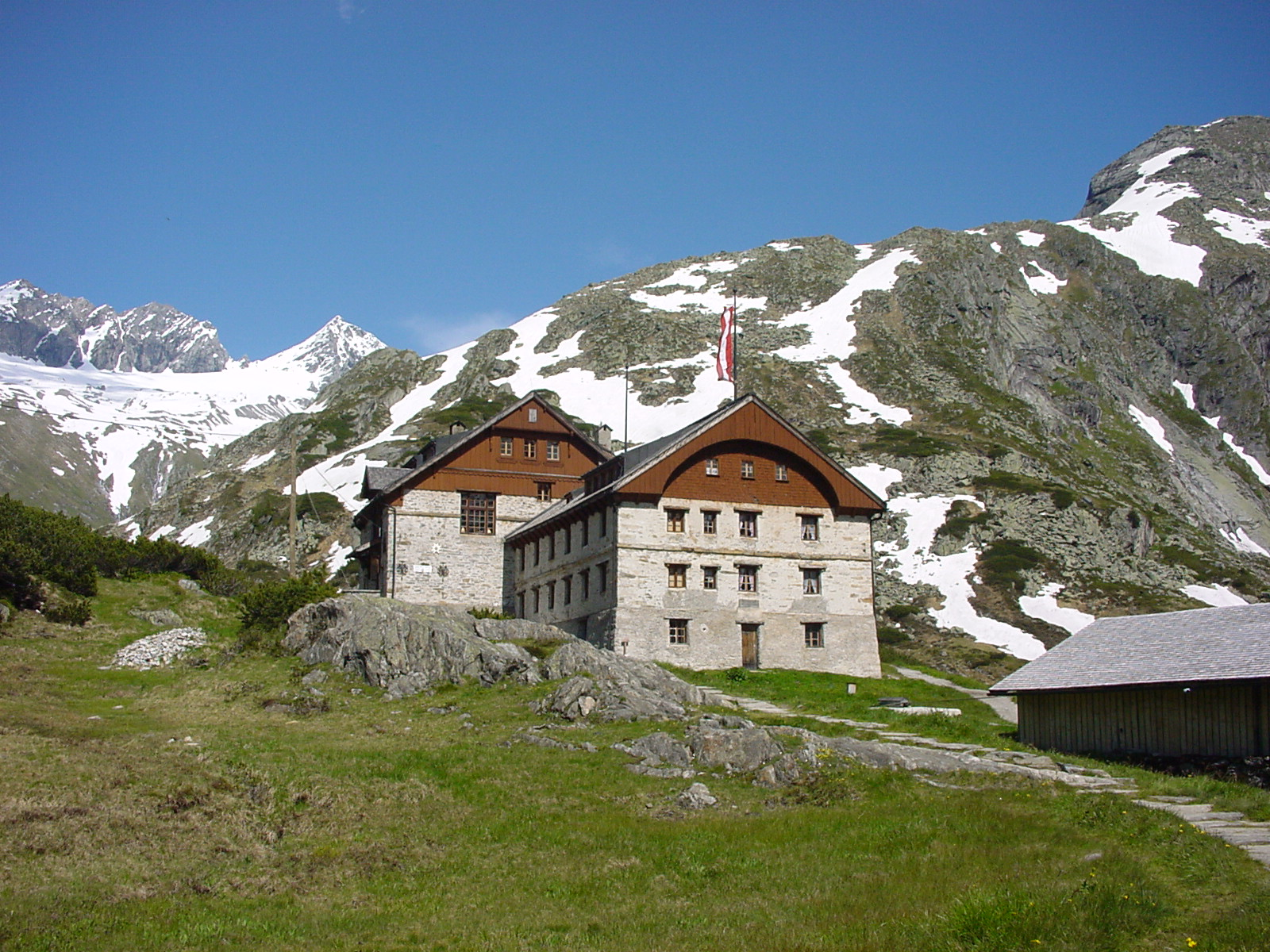
Berliner Hütte
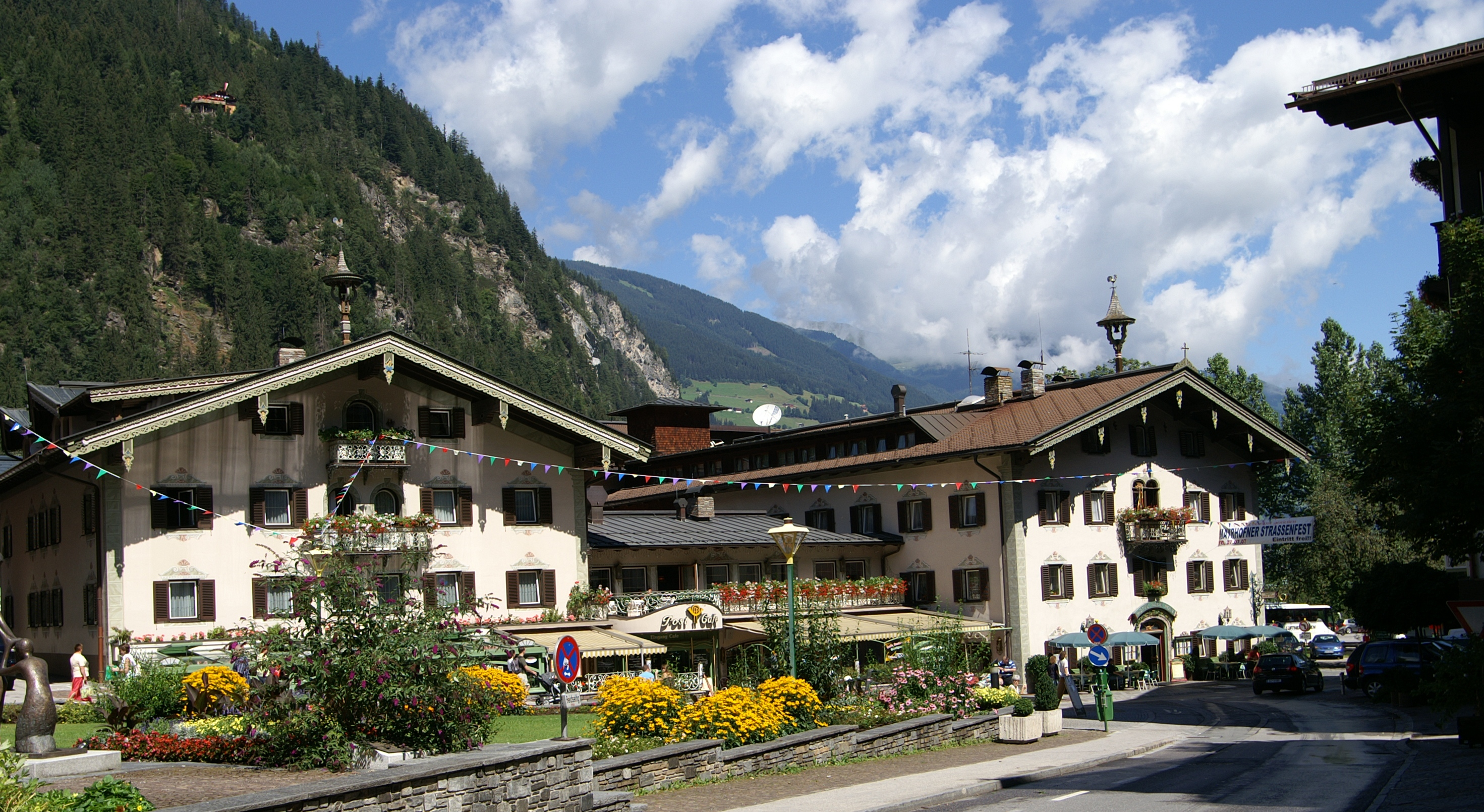
Oficina de correo en Mayrhofen
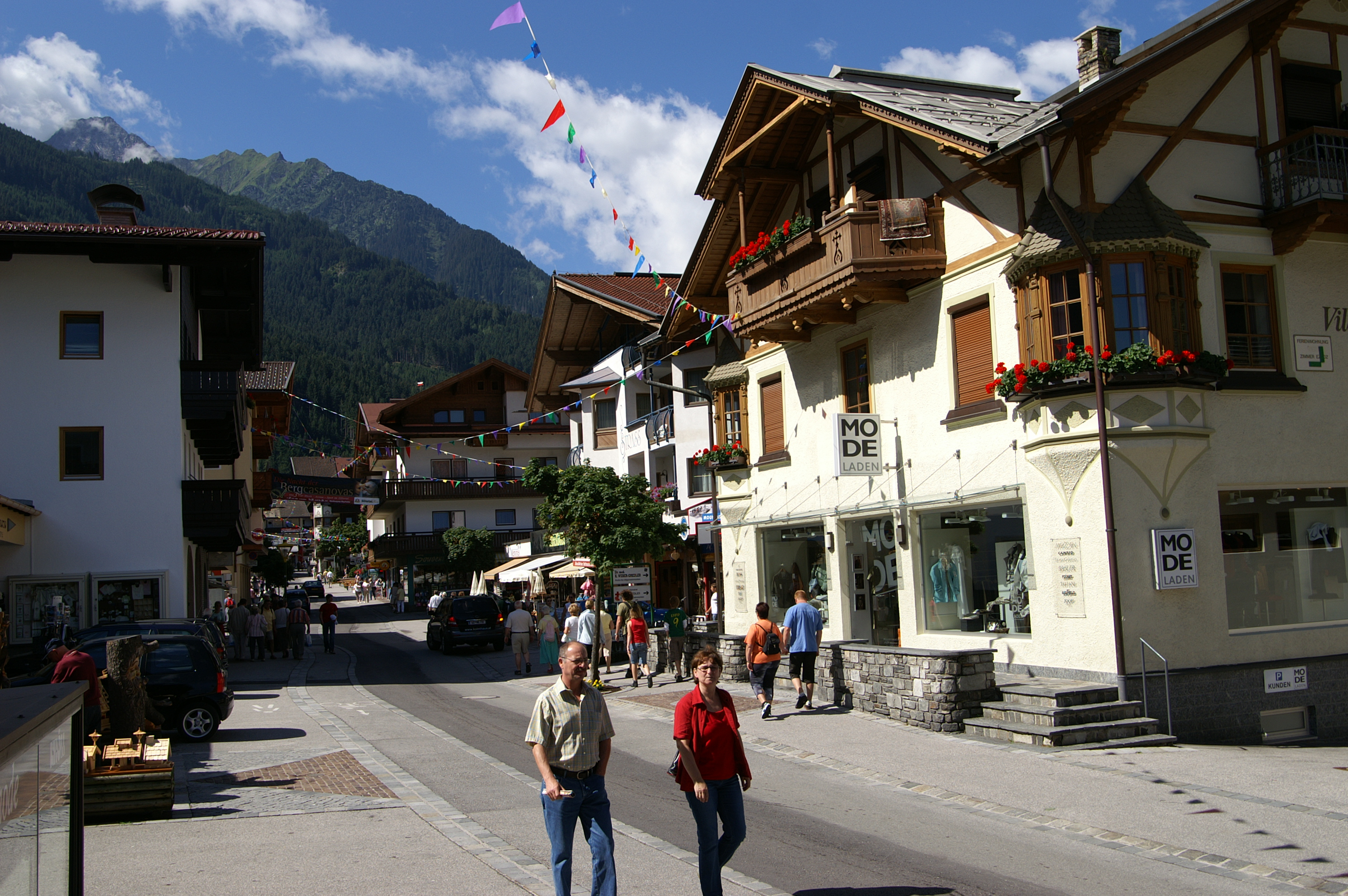
Calle principal de Mayrhofen
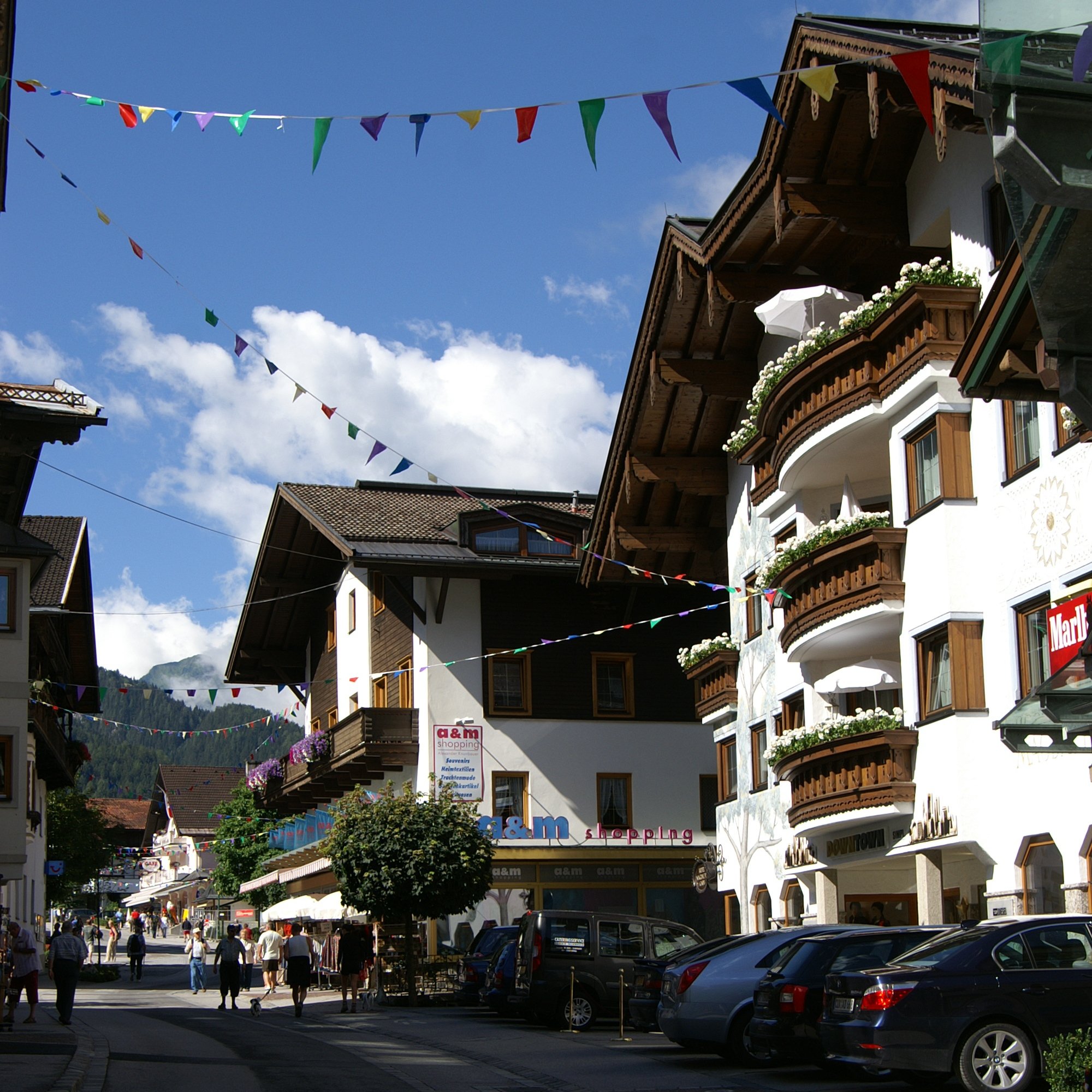
Calle principal de Mayrhofen
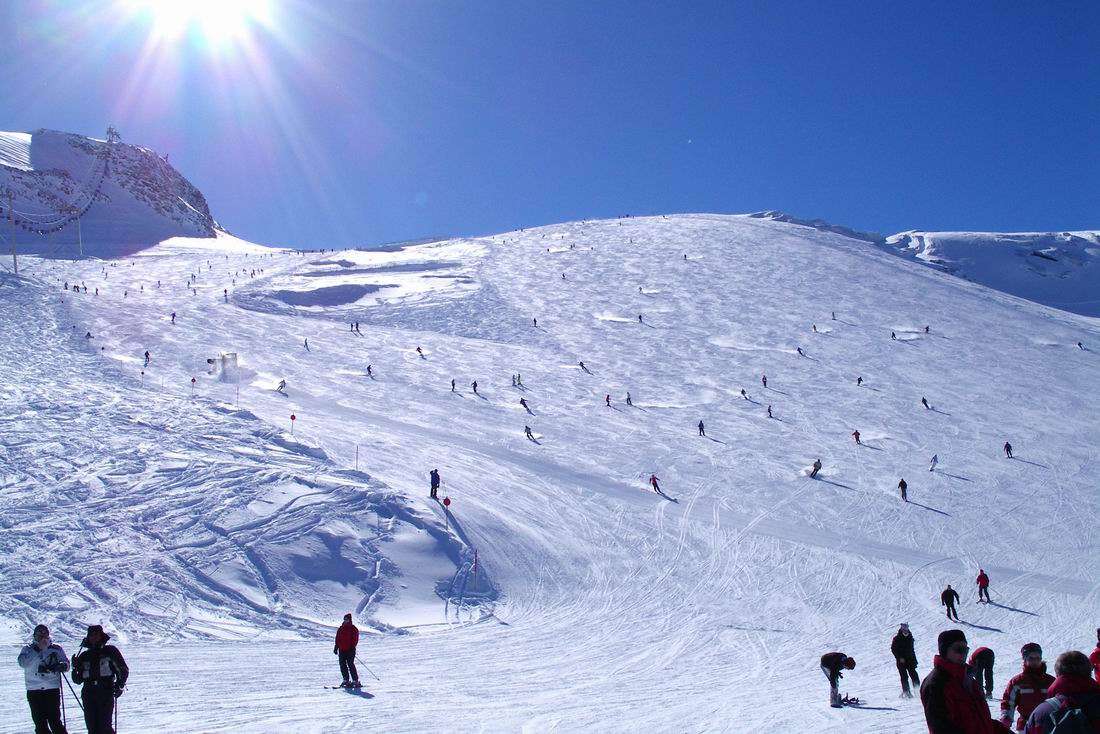
Glaciar Hintertux
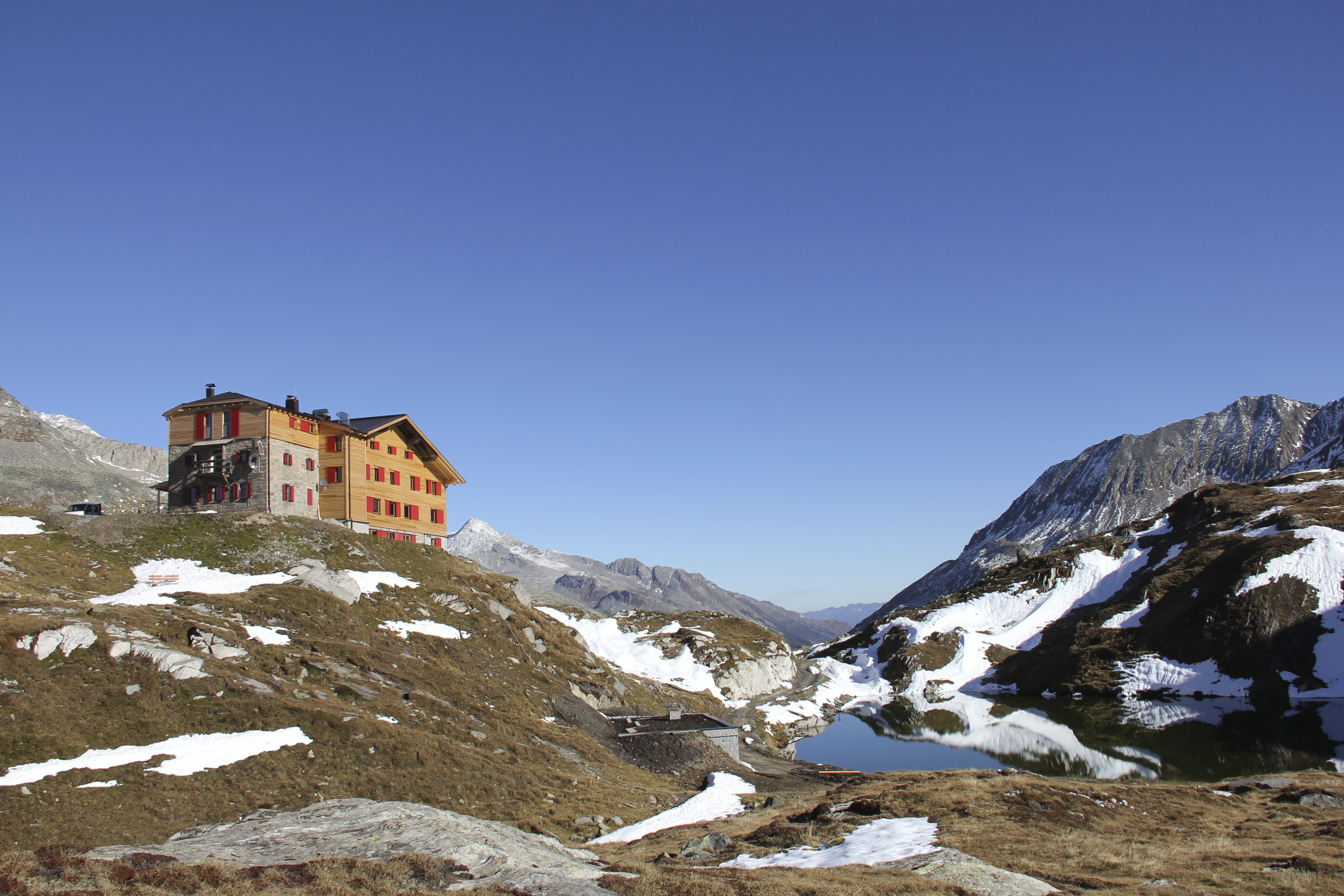
Pfitscherjochhaus y el Jochsee